# 忠武洞 (釜山廣域市)

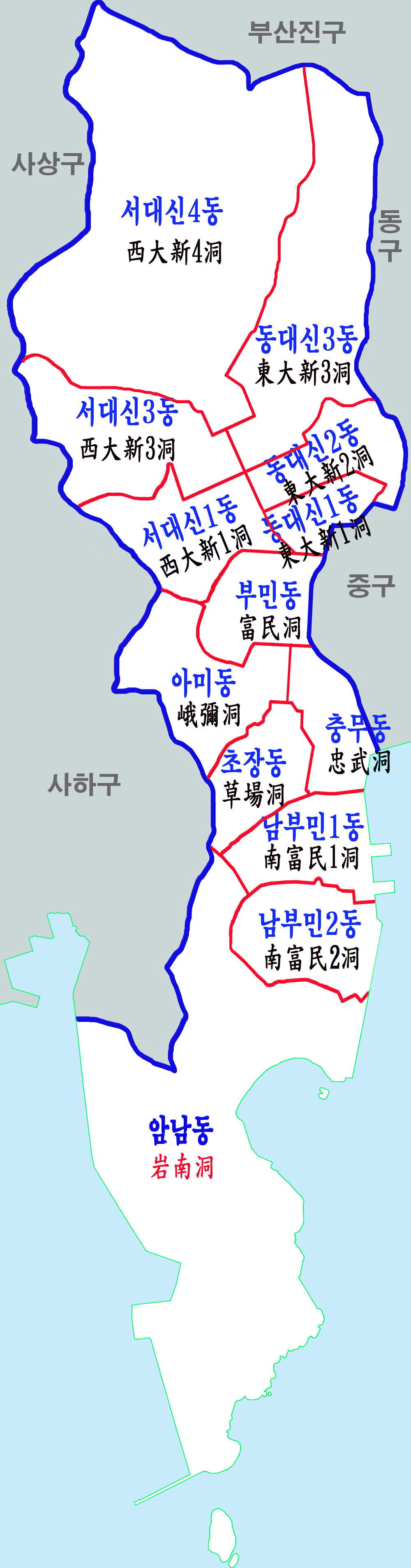
釜山西区行政区划，忠武洞在其南部

忠武洞（：／ Chungmu dong */?），是大韩民国的行政洞，由釜山广域市西区负责管辖，位于西区南部，2011年人口1,594。